# Miraces
Miraces es un género de escarabajos de la familia Chrysomelidae. En 1936 Blake describió el género. Se encuentran en Norteamérica y los Neotrópicos.
Esta es la lista de especies que lo componen:
- Miraces aeneipennis (Jacoby, 1888)
- Miraces barberi (Blake, 1951)
- Miraces dichroa (Suffrian, 1868)
- Miraces glaber (Blake, 1946)
- Miraces modesta (Horn, 1893)
- Miraces placida (Horn, 1893)